# Lycaena subauratus
Lycaena subauratus är en fjärilsart som beskrevs av Le Moult 1946. Lycaena subauratus ingår i släktet Lycaena och familjen juvelvingar. Inga underarter finns listade i Catalogue of Life.